# Linha 3 do Metropolitano de Paris

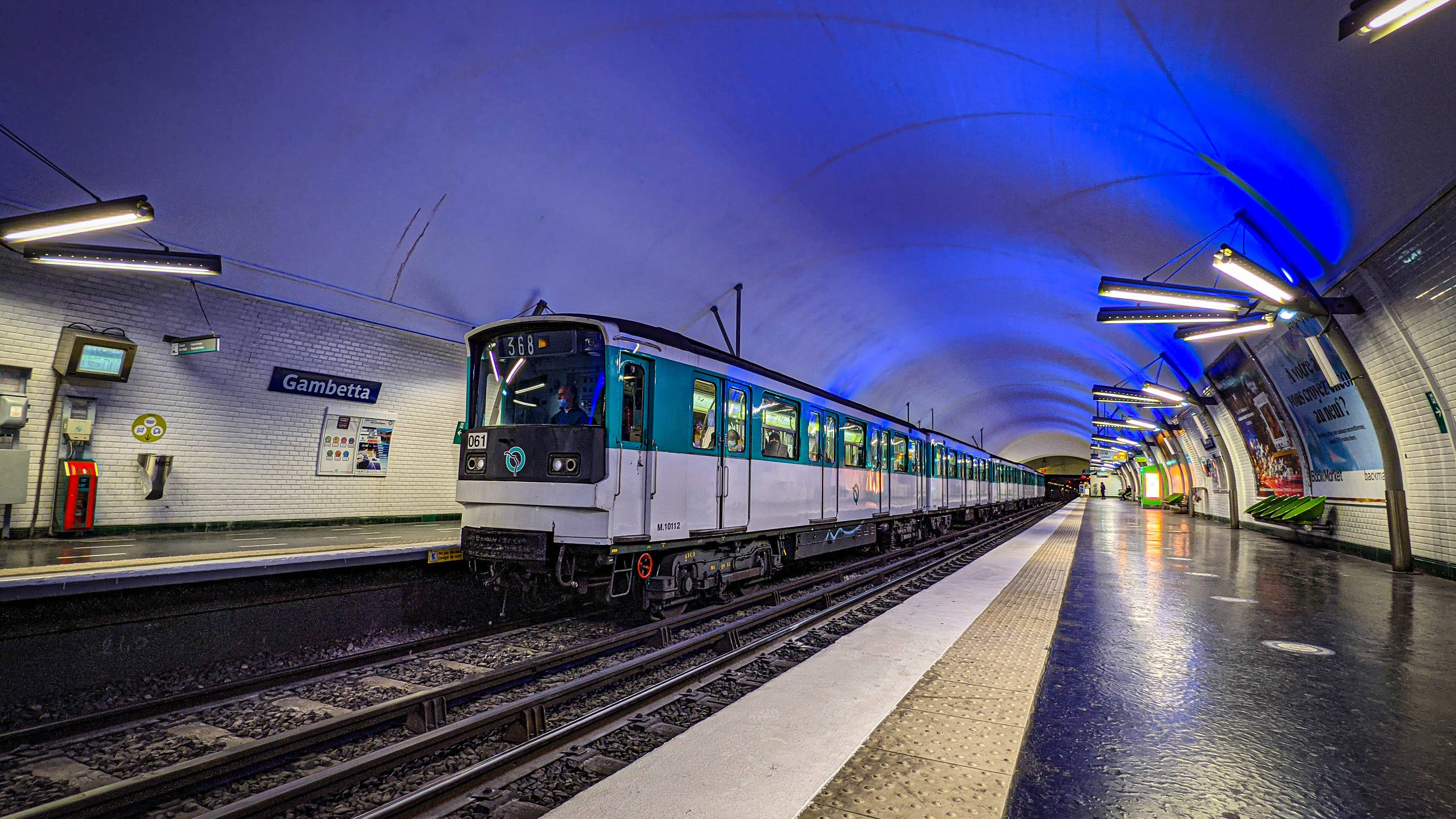
Um trem MF 67 na estação "Gambetta".

A Linha 3 do Metropolitano de Paris é uma das 16 linhas de metrô de Paris. Ela liga Pont de Levallois-Bécon em Levallois-Perret e Gallieni em Bagnolet, via Gare Saint-Lazare, Grands Boulevards e République, no centro de Paris.

## História
A Linha 3 foi inaugurada em 1904, partindo de Villiers a Père Lachaise. Em seguida em 1905 ela se estendeu a Gambetta e em 1910 a Pereire e em 1911 a Porte de Champerret. Depois em 1921 se estendeu a Porte des Lilas. Em 1937 a linha se estendeu a Pont de Levallois. Em 1971, o trecho que ia de Gambetta a Porte de Lilas tornou-se a Linha 3 bis, e a linha se estendeu a Gallieni.

## Estações

Plano da linha.

- Pont de Levallois - Bécon
- Anatole France
- Louise Michel
- Porte de Champerret
- Pereire
- Wagram
- Malesherbes
- Villiers
- Europe
- Saint-Lazare
- Havre - Caumartin
- Opéra
- Quatre-Septembre
- Bourse
- Sentier
- Réaumur - Sébastopol
- Arts et Métiers
- Temple
- République
- Parmentier
- Rue Saint-Maur
- Père Lachaise
- Gambetta
- Porte de Bagnolet
- Gallieni

## Extensão
A Linha 3 bis se juntará à Linha 7 bis.[carece de fontes?]

## Turismo
A linha serve a cidade de Levallois-Perret no Altos do Sena, a Porte de Champerret, onde acontecem muitas conferências e exposições, o Museu Nacional Jean-Jacques-Henner (estação Malesherbes), a Gare Saint-Lazare, o bairro dos Grands Magasins, a Ópera Garnier, a Bolsa de Paris, o bairro de Sentier, bairro tradicional de confecção têxtil, o Museu de Artes e Ofícios, a Praça da República, local habitual de manifestações parisienses, a Escola Superior de Negócios de Paris, localizada no 79 da Avenue de la République, o Cemitério do Père-Lachaise, conhecido por suas celebridades e por ser o maior espaço verde da capital, e a cidade de Bagnolet em Seine-Saint-Denis com, no terminal leste da linha, o Terminal Rodoviário Internacional de Paris, ponto de parada de muitas linhas de ônibus intermunicipais e internacionais.